# Nexus 5X
Il Nexus 5X (codename: Bullhead) è il settimo smartphone di Google ed è realizzato in partnership con LG, preceduto dal Nexus One (HTC), Nexus S, Galaxy Nexus (Samsung), Nexus 4, Nexus 5 (LG) e Nexus 6 (Motorola). Questo dispositivo fu messo in vendita tramite il Google Store o tramite canali di distribuzione esterni.
Il telefono è stato presentato con Android 6.0 chiamato "Marshmallow", come i famosi dolciumi statunitensi.
Sin dalla presentazione, è stato disponibile in carbonio, quarzo, ghiaccio. Tutte le varianti sono realizzate in una scocca di policarbonato.
Il dispositivo è assieme al Nexus 6P di Huawei, il primo ad essere commercializzato con la nuova versione 6.0 del sistema operativo Android, il primo smartphone ad avere un connettore USB Type C e il primo Nexus ad avere un sensore d'impronte, posizionato sul retro.

## Software
Come con i precedenti modelli, il Nexus 5X utilizza il sistema operativo mobile Android, sviluppato da Google. Il Nexus 5X monta la versione 6.0 Marshmallow del sistema operativo.
Il 7 Dicembre 2015 viene rilasciato l'aggiornamento ad Android 6.0.1 introducendo le nuove emoji dello standard Unicode 8.0, gli aggiornamenti di sicurezza mensili e svariate correzioni di bug minori.
Il 22 Agosto 2016 viene rilasciato l'aggiornamento ad Android 7.0 Nougat introducendo il multi finestra, le vulkan api grafiche, nuove emoji, nuovo sistema di risparmio energetico oltre alla nuova tendina di notifiche.
Ad Agosto 2017 viene rilasciato l'aggiornamento ad Android 8.0 introducendo il supporto al picture-in-picture, alle icone adattive, nuovi colori per la tendina di notifiche (che ora è bianca) e una nuova grafica per l'app delle impostazioni.
Nel corso degli anni, Nexus 5X viene supportato dalla community in maniera non ufficiale fino ad Android 11.

## Versioni
Il Nexus 5x è disponibile in varie versioni a seconda del mercato di vendita e bande di trasmissione supportate:
- H790: USA e Messico
- H791: versione internazionale
- H791F: versione internazionale (non supporta alcune bande di trasmissione)
- H798: Cina e Hong Kong

## Hardware

### Schermo
Lo schermo misura 5,2 pollici e il display è di tipo LCD IPS Full HD con una risoluzione di 1920 × 1080 pixel. Il vetro del Nexus 5X è un Corning Gorilla Glass 3, multi-touch (max. 10 tocchi contemporanei). La densità di pixel è di 423 ppi (pixel-per-inch, pixel per pollice). Il Nexus 5X è dotato di un sensore di luce ambientale per regolare la luminosità dello schermo automaticamente.

### Tasti fisici
Ha due tasti fisici posizionati sul lato destro: in alto il pulsante accensione/stand-by ed in basso il bilanciere del volume.
Sul retro, centralmente, è presente il lettore di impronte digitali denominato Nexus Imprint che può memorizzare fino a 5 impronte.

### Audio
Il Nexus 5X presenta due casse mono posizione sulla parte anteriore del telefono. La prima cassa in alto funge da capsula auricolare mentre la seconda cassa inferiore funge da speaker. Presente il jack da 3,5 mm per le cuffie sul bordo anteriore.

### Camera
Il Nexus è stato dotato di un sensore posteriore da 12.2 mpx. Supportate le funzionalità rilevazione volti, geotagging, HDR+, Panorama e la nuova funzione Photo Sphere, che permette di creare foto panoramiche a 360°. L'acquisizione video massima è alla risoluzione Ultra HD a 30 fps. Vi è anche la possibilità di scattare in modalità smart burst, con slow motion a 120 FPS. Per quanto riguarda il sensore anteriore è stata inserita un sensore da 5 mpx. I pixel utilizzati dalla fotocamera posteriore hanno una larghezza di 1,55 micron (gli altri smartphone si fermano ad uno), con conseguente cattura di più luce per scatti ottimali anche in situazione di scarsa luminosità. Presente anche un flash led dual tone e messa a fuoco laser.

### Sensori
Il Nexus 5X ha al suo interno il nuovissimo Android Sensor Hub, presentato da Google, è un coprocessore a basso voltaggio con il compito di gestire il funzionamento di tutti i sensori scaricandone il lavoro del processore primario giovando sull'autonomia del device. Esso, ad esempio, permette la lettura del l'impronta digitale e la funzione "OK Google" anche da schermo spento, ottenendo un notevole risparmio energetico. È inoltre dotato di giroscopio, accelerometro, magnetometro, barometro, bussola, sensore di luce ambientale e sensore biometrico per le impronte digitali. Supporta infine la connettività GPS e GLONASS

### Memoria
Nexus 5X è disponibile in due varianti: 16 o 32 GB. I dati vengono memorizzati su una memoria flash integrata e non vi è possibilità di espansione. L'unico modo per "espandere" la memoria è utilizzare servizi di cloud storage quali Google Drive o simili oppure usare via OTG pendrive USB.

### CPU e RAM
Il Nexus 5X è fornito del processore a 64 bit hexa core Qualcomm Snapdragon 808 (2 cores a 1,8 GHz e 4 cores a 1,4 GHz) ed è dotato di 2 GB di RAM LPDDR3. Possiede inoltre una GPU Adreno 418.

### Batteria
Il telefono monta una batteria agli ioni di litio da 2700 mAh, integrata nel sistema e non estraibile, ricaricabile tramite USB di tipo C.

### Bande Trasmissione
- H790: GSM850, GSM900, GSM1800, GSM1900, CDMA800 (BC0), CDMA1900 (BC1/BC14), UMTS850 (B5), UMTS900 (B8), UMTS1700/2100 (B4), UMTS1900 (B2), UMTS2100 (B1), LTE2100 (B1), LTE700 (B17), LTE700 (B29), LTE850 (B5), LTE700 (B13), LTE1700/2100 (B4), LTE1800 (B3), LTE2600 (B7), LTE1900 (B2), LTE800 (B20), LTE1900 (B25), LTE700 (B12), CDMA800 (BC10), LTE800 (B26), TD-LTE2500 (B41).
- H791: GSM850, GSM900, GSM1800, GSM1900, UMTS800 (B6), UMTS850 (B5), UMTS900 (B8), UMTS1700/2100 (B4), UMTS1900 (B2), UMTS2100 (B1), UMTS800 (B19), LTE2100 (B1), LTE700 (B17), LTE850 (B5), LTE700 (B13), LTE1700/2100 (B4), LTE1800 (B3), LTE2600 (B7), LTE1900 (B2), LTE800 (B18), LTE900 (B8), LTE1700/1800 (B9), LTE800 (B20), LTE800 (B26), TD-LTE2600 (B38), LTE800 (B19), TD-LTE2500 (B41), TD-LTE2300 (B40), LTE700 (B28).
- H791F: GSM850, GSM900, GSM1800, GSM1900, UMTS850 (B5), UMTS900 (B8), UMTS1900 (B2), UMTS2100 (B1), LTE2100 (B1), LTE850 (B5), LTE1700/2100 (B4), LTE1800 (B3), LTE2600 (B7), LTE1900 (B2), LTE800 (B20), LTE700 (B28).
- H798: GSM850, GSM900, GSM1800, GSM1900, UMTS850 (B5), UMTS900 (B8), UMTS1900 (B2), UMTS2100 (B1), LTE2100 (B1), TD-SCDMA2000, TD-SCDMA1900, LTE1800 (B3), LTE2600 (B7), LTE900 (B8), LTE800 (B26), TD-LTE2600 (B38), TD-LTE2500 (B41), TD-LTE2300 (B40).